# Gura Gârluței, Brăila
Gura Gârluței este un sat în comuna Berteștii de Jos din județul Brăila, Muntenia, România.